# Julio Diamante
Julio Diamante Stihl (Cádiz, 27 de diciembre de 1930-Madrid, 1 de agosto de 2020) fue un director y guionista de cine, teatro y televisión y escritor español.

## Primeros años
Diamante nació en la ciudad andaluza de Cádiz el 27 de diciembre de 1930. Fue nieto e hijo de ingenieros de Caminos. La familia se mudó a Madrid por traslado de su padre, conservando siempre un apasionado afecto por su tierra natal, donde tuvo una casa en la que pasaba largas temporadas hasta el final de sus días. 
Cuando tenía cinco años, estalló la Guerra Civil. Su padre fue destinado al frente de Aragón y su abuelo permaneció trabajando en las carreteras de Madrid. Ambos fueron encarcelados y el abuelo murió en prisión. El padre salió años después pero no le dejaron ejercer más su profesión. La madre de Diamante realizó enormes esfuerzos para que el hijo pudiera recibir una buena educación.
En Madrid empezó a estudiar medicina y fue director del Teatro de la Universidad. A mediados de los años 1950 inició su militancia antifranquista en el Partido Comunista de España, junto a Enrique Múgica y Jorge Semprún.

## Trayectoria profesional
Miembro destacado del Nuevo Cine Español, se graduó en 1961 en el Instituto de Investigaciones y Experiencias Cinematográficas, precursor de la Escuela Oficial de Cinematografía de Madrid, del que más tarde fue profesor.
Director de cine y colaborador de prestigiosas revistas de crítica cinematográfica, como Nuestro Cine o Film Ideal, en 1971 se convirtió en director de la Semana Internacional de Cine de Autor de Benalmádena (SICAB), cargo que ocupó durante 18 años.
En su último trabajo cinematográfico, el documental La memoria rebelde, recoge testimonios de algunos protagonistas de la reciente historia de España. Diamante financió el proyecto con la dotación del Premio Val del Omar concedido en 2003 por la Junta de Andalucía por su trayectoria como cineasta.

## Fallecimiento
Falleció el 1 de agosto de 2020 a los 89 años, en Madrid.

## Filmografía
- El organillero de Madrid (1959).
- Velázquez y lo velazqueño (1961).
- Los que no fuimos a la guerra (1962).
- Tiempo de amor (1964).
- El arte de vivir (1965).
- Helena y Fernanda (1970).
- Sex o no sex (1974).
- La Carmen (1976).
- La memoria rebelde (2012).

## Obra literaria
- Blues jondo, poesía
- Cantes de ida y vuelta, poesía
- Los trabajos y los días, ensayo
- Cine, cultura y libertad: contra las sombras y el silencio, 2007
- De la idea al film, 2010, ensayo

## Premios
Galardonado en noviembre de 2003 con el Premio Val del Omar de la Consejería de Cultura de la Junta de Andalucía.